# Аланканґе
Аланканґе (перс. النكنگه) — село в Ірані, у дегестані Коджід, у бахші Ранкух, шагрестані Амлаш остану Ґілян. За даними перепису 2006 року, його населення становило 8 осіб, що проживали у складі 5 сімей.